# Turkinjärvi
Turkinjärvi är en sjö i kommunen S:t Michel i landskapet Södra Savolax i Finland. Sjön ligger 79,1 meter över havet. Arean är 51 hektar och strandlinjen är 9,54 kilometer lång. Sjön  ingår i Vuoksens huvudavrinningsområde.   Den ligger omkring 22 kilometer sydöst om S:t Michel och omkring 210 kilometer nordöst om Helsingfors. 
Väster om Turkinjärvi ligger Pitkäpohjanlahti. 